# Alfredo Montelibano sr.
Alfredo Montelibano sr. (Silay, 20 december 1905 - 9 augustus 1989) was een Filipijns suikerbaron, zakenman en politicus. Hij was in 1938 de eerste burgemeester van Bacolod. Later was hij gouverneur van Negros Occidental en minister van defensie en van binnenlandse zaken in het kabinet Sergio Osmeña van 1945 tot 1946.

## Biografie
Alfredo Montelibano werd geboren op 20 december 1905 in Silay in de provincie Negros Occidental. Zijn ouders waren Alejandro en Liceria Montelibano. Na het voltooien van zijn middelbaar onderwijs aan de Ateneo de Manila en het Augustian College in Iloilo City studeerde hij landbouw aan de University of the Philippines. Hij stopte echter vroegtijdig met zijn studie en keerde terug naar Negros. Daar leidde hij suikerplantages en suikerverwerkingsfabrieken. Ook was hij actief in de onroerend goed en verkocht hij motoren.
Toen Bacolod in 1938 werd omgevormd van een gemeente in een stad, werd Montelibano aangesteld als burgemeester. Hij voerde rigoureuze veranderingen door. De suikerbaronnen in de stad werden hoger aangeslagen bij de belastingheffingen, de riolering van de stad werd verbeterd en de politiemacht gereorganiseerd. Het jaar daarop werd de stad uitgeroepen tot model stad van de Filipijnen. Tijdens de Japanse bezetting in de Tweede Wereldoorlog ondersteunde hij de guerrilla's op Negros logistiek. Ook zette hij een provinciale regering op voor de niet bezette stukken van het eiland. In zijn rol als gouverneur probeerde hij om de burgerbevolking van Negros te ondersteunen. Zo zette hij onder meer een voedselprogramma op.
Na de Tweede Wereldoorlog was Montelibano minister van defensie en in het kabinet Sergio Osmeña van 1945 tot 1946. Later werd hij benoemd tot minister van Binnenlandse Zaken. Nadat Osmeña bij de verkiezingen van 1946 verslagen werd door Manuel Roxas en kort daarop de Filipijnen hun onafhankelijkheid verkregen keerde Montelibano terug naar Negros. Van daaruit bemoeide hij zich nog regelmatig met de landelijke politiek. Zo liet hij zich herhaaldelijk kritisch uit over het gevoerde economische. Ook was hij kritische op de Filipijnse centrale bank ten aanzien van hun te strikte beleid met betrekking tot lening aan kleine boeren.
Montelibano werd in die periode ook actief in bancaire sector. Hij richtte een boerenleenbank op en werd in 1954 uitgeroepen tot "Rural Banker of the Year". In 1954 werd hij tevens door de nieuwe president Ramon Magsaysay benoemd tot voorzitter van het National Economic Council (tegenwoordig: National Economic Development Authority), waardoor hij een belangrijke invloed had op het door Magsaysay gevoerde economische beleid. In 1955 nam hij echter weer ontslag na meningsverschillen met de president. In de periode-Marcos was Montelibano voorzitter van de National Rice and Corn Administration. In die hoedanigheid was hij de voortrekker van het beleid om de Filipijnen wat betreft rijst- en maisproductie zelfvoorzienend te maken.
Montelibao was getrouwd met Corazon Locsin. Samen met haar kreeg hij vier zonen en twee dochters. Zijn zonen Alfredo Montelibano jr. en Roberto Montelibano gingen in navolging van hun vader de politiek in. Na de dood van zijn vrouw trouwde hij in 1964 met Leticia Ledesma. 

## Bron
- Bernardo, Fernando A., Silent Storms. Inspiring Lives of 101 Great Filipinos, Anvil Publishing, Pasig (2000)